# Richard J. Daley
Richard Joseph Daley (Chicago, 15 maggio 1902 – Chicago, 20 dicembre 1976) è stato un politico statunitense, membro del Partito Democratico e sindaco di Chicago dal 10 aprile 1955 al 20 dicembre 1976.
Politico di grande popolarità, è ricordato per essere stato primo cittadino per oltre vent’anni, in un periodo di profondi mutamenti sociali ed economici sia per la città che per l’intero paese.
Viene citato come “The last of the big-city bosses” (l’ultimo dei boss delle grandi città) per lo stretto controllo che riuscì a esercitare sulla politica locale grazie ai sindacati e al suo peso all’interno del Partito Democratico.

## Primi anni e formazione
Richard J. Daley nacque a Bridgeport, un sobborgo operaio di Chicago, unico figlio di Michael e Lillian (Dunne) Daley, le cui famiglie erano entrambe emigrate dall’Irlanda durante la grande carestia del secolo precedente. 
Il padre era operaio metalmeccanico, il nonno un macellaio nato a New York, mentre la bisnonna era irlandese. La madre di Richard si era distinta per la militanza attiva con il movimento delle suffragette, partecipando a marce di protesta a cui portava spesso il figlio, per il quale desiderava un avanzamento sociale e professionale rispetto ai genitori. Prima della sua morte, Richard guadagnò la nomination democratica per la carica di Sceriffo della Contea di Cook County. Tuttavia, Lillian aveva maggiori ambizioni per il figlio, come ebbe modo di confidare a un’amica: "Non ho cresciuto mio figlio per fare il poliziotto." Daley ammise in seguito che le sue spinte erano derivate dalla religione, dalla famiglia, dal vicinato, dal Partito Democratico e dal suo amore per la città.
Daley frequentò le scuole elementari della sua parrocchia, la Nativity of Our Lord, e in seguito conseguì un diploma di elettricista al De La Salle Institute per poi frequentare i corsi serali della facoltà di legge della DePaul University dove si laureò nel 1933. Nel frattempo, si manteneva agli studi vendendo giornali per strada, facendo il venditore porta a porta e lavorando agli “Yards” (l’enorme insieme cittadino di stabilimenti di trasformazione e confezionamento della carne). Iniziò il proprio impegno politico attraverso l’Hamburg Athletic Club, un’associazione sportiva vicino a casa sua fondata, come altre, dal Partito Democratico. Daley si distinse non tanto nello sport ma nell’amministrare il club di cui fu eletto presidente nel 1922 e che seguì fino al 1939.

## Carriera politica
Nel 1933 fu ammesso a esercitare la professione legale nelle corti dell’Illinois, quindi fu eletto prima deputato e poi senatore dello Stato di cui fu anche Direttore delle Entrate. Nel 1955 fu infine eletto sindaco dopo avere vinto le primarie del proprio partito (che deteneva la guida della città dal 1931) contro il sindaco uscente Martin H. Kennelly - sfidato dopo che aveva perso l'appoggio della comunità afro-americana - e sconfitto il repubblicano Robert E. Merriam con un distacco di quasi dieci punti, nonostante quest'ultimo avesse ricevuto l'appoggio dei maggiori giornali locali. Mantenne la carica anche per le successive cinque consultazioni, che spesso vinse con maggioranze schiaccianti e senza dovere affrontare le primarie. Durante il suo lungo mandato, riuscì a conquistare la fiducia della comunità degli affari grazie a estesi progetti di rinnovamento urbano e costruzione di nuova viabilità, oltre che a profonde riforme del dipartimento di polizia.

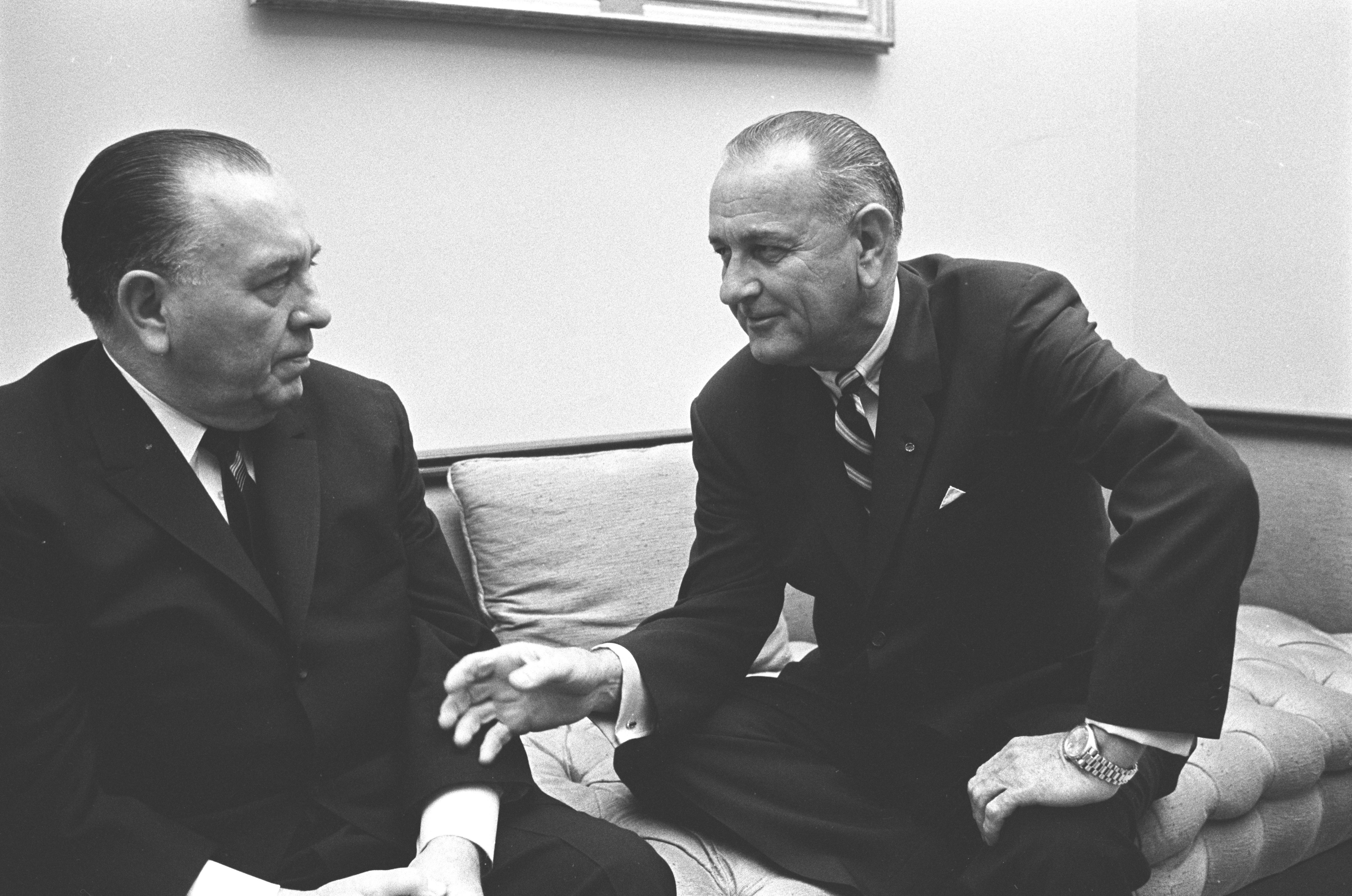
Richard J. Daley con il presidente Johnson

A Daley non mancarono forti critiche per la sua riluttanza a eliminare la segregazione razziale nell’assegnazione degli alloggi pubblici e nella scuola
e, soprattutto, per le violenze della polizia in occasione dei disordini scoppiati in città a seguito dell’assassinio di Martin Luther King e, poco dopo, della Convention del Partito Democratico che avrebbe assegnato la candidatura per le elezioni del 1968 a Hubert Humphrey (poi sconfitto da Richard Nixon). 

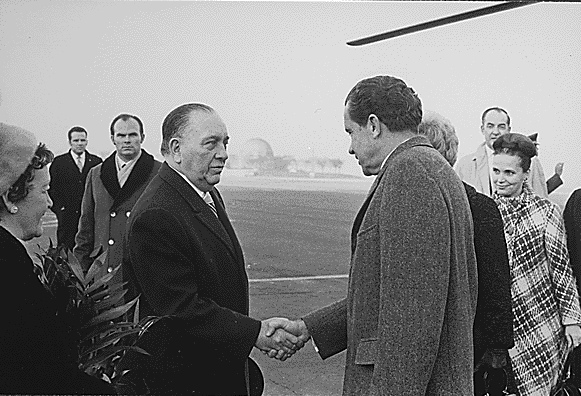
Daley con il presidente Nixon nel 1970

Nonostante questo, fu molto abile nel mantenere saldo il proprio consenso anche nelle comunità, come quella nera, che pure erano state oggetto di deliberate politiche di discriminazione.
Al motto di "The city that works" ("la città che funziona"), Daley seppe mantenere un efficiente, seppure eticamente discutibile, apparato di relazioni e conoscenze che, unite a un'accorta politica fiscale e di bilancio, diede alla città una notevole quantità di infrastrutture e allo stesso tempo evitò tensioni e scioperi dei lavoratori del settore pubblico.
Nel 1936 sposò Eleanor “Sis” Guilloyle da cui ebbe sette figli. Il maggiore, Richard M. Daley, è stato sindaco di Chicago dal 1989 al 2011.
Il 20 dicembre 1976 fu colpito da un attacco cardiaco quando aveva appena terminato il pranzo e morì poco dopo all’età di 74 anni. Il funerale si tenne nella chiesa che aveva frequentato sin da giovane, la’’Nativity of Our Lord’’. Fu sepolto presso l'Holy Sepulchre Cemetery di Worth nella sua contea natale di Cook.
Gli ultimi anni della sua amministrazione erano stati segnati da numerosi scandali a carico dei suoi membri, anche se nessuno riguardò direttamente il sindaco.
L'utilizzo del clientelismo, inaugurato dai suoi predecessori e che aveva assicurato al Partito Democratico e alla sua élite di origine irlandese il totale controllo della città per decenni, fu successivamente limitato da una serie di provvedimenti legislativi che impedirono le assunzioni e le nomine dirette di stampo politico.
La figura di Daley era e rimane ancora oggi molto popolare tra i cittadini di Chicago. Era noto con i nomignoli di "Da Mare" o "Da Mayor" ("The Mayor"), "Hizzoner" ("His Honor") e "The Man on Five" (il suo ufficio era al quinto piano del Municipio). Quando, dopo la sua morte, il figlio Richard M. Daley fu eletto sindaco di Chicago, per distinguerlo cominciò a essere chiamato "Boss Daley", "Old Man Daley" e "Daley Senior".
Daley non perse mai il suo pesante accento di Chicago, tipico della locale classe operaia. Inoltre, era noto per commettere svarioni grammaticali durante i discorsi (per esempio, nel 1968 dichiarò “Signori, le cose stanno così: la Polizia non è qui per creare disordini, è qui per difendere - disse "to preserve" invece di " to prevent" - i disordini”). La sua fama era tale che il suo addetto stampa Earl Bush disse ai reporter: "Scrivete quello che vuole dire, non quello che dice."

## Riferimenti nella cultura di massa
- Il brano Chicago del supergruppo Crosby, Stills, Nash & Young ha come tema i disordini alla Convenzione Democratica del 1968. Nell'album live 4 Way Street, Nash dedica ironicamente il pezzo al “Sindaco Daley".
- In uno sketch della terza stagione di Saturday Night Live intitolato “Miracle in Chicago", John Belushi interpreta il fantasma di Daley che si manifesta in un pub per lamentarsi di dove è stato sepolto e per dare consigli al nuovo sindaco. Prima di scomparire fa suonare al Jukebox Too Ra Loo Ra Loo Ral, una canzone popolare irlandese.
- Nella scena ambientata al Ristorante Chez Paul del film The Blues Brothers, il maitre (Alan Rubin) dice al telefono: "No, signore, il sindaco Daley non pranza più qua. È morto, signore."
- Il Richard J. Daley Center è un edificio direzionale di 32 piani considerato tra i simboli della città. Già noto come "Chicago Civic Center", fu intitolato alla memoria dell'ex sindaco pochi giorni dopo la sua scomparsa. Compare in numerosi film, tra i quali The Blues Brothers, Il Fuggitivo e Il cavaliere oscuro.

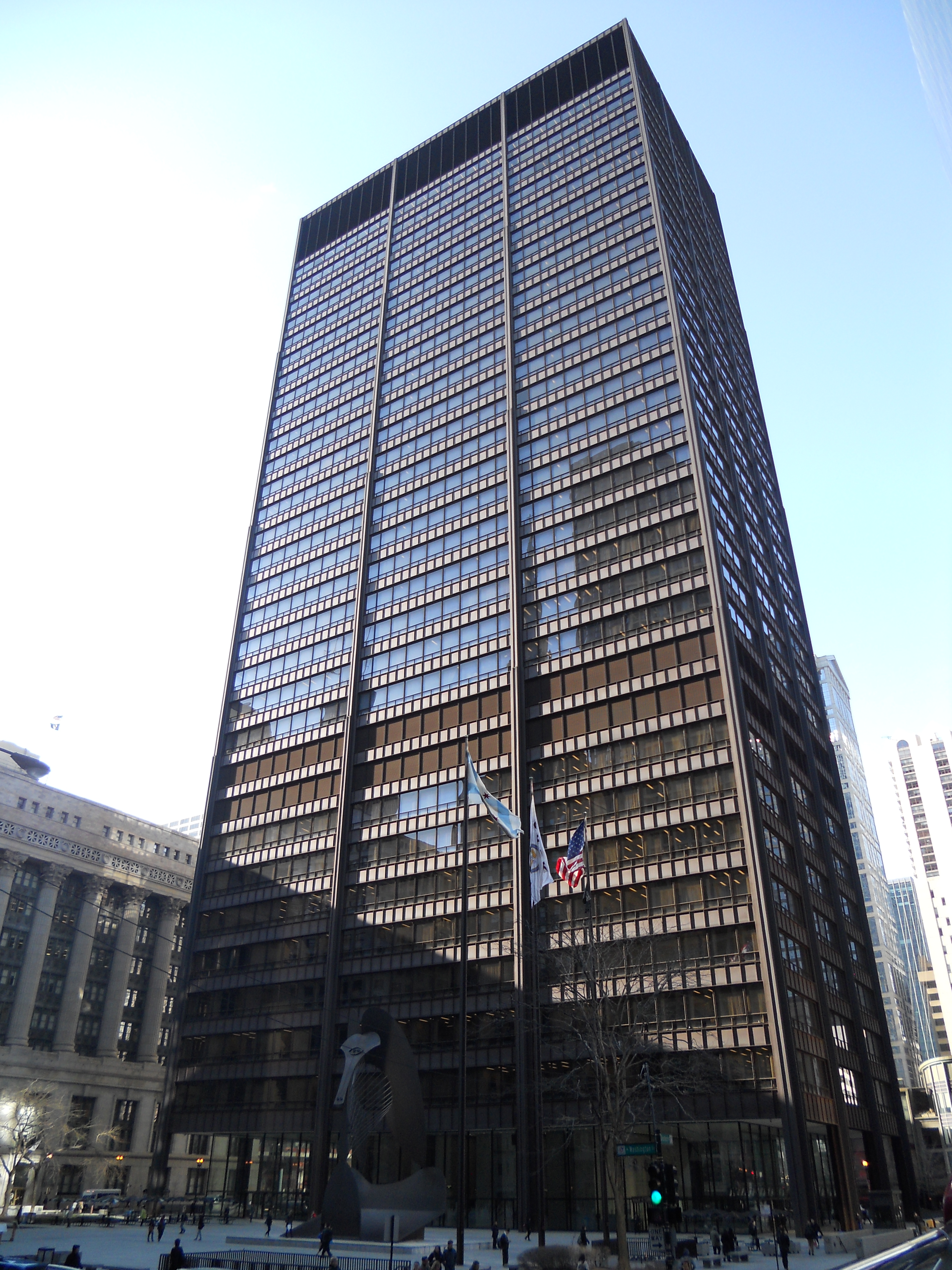
Il Richard Daley Center

- Durante il proprio mandato, Daley ostacolò le riprese di film e serie in città dopo che, nel 1959, un episodio de Il tenente Ballinger aveva mostrato un membro del Dipartimento di Polizia che intascava una mazzetta. Solo con il successivo sindaco, Jane Byrne, furono autorizzati i set dei film, di cui The Blues Brothers fu il primo.